# System 3 (Unternehmen)
System 3 (kurzzeitig auch Studio 3) ist ein britischer Hersteller von Computerspielen, der seinen Sitz in London hat. Es wurde im Jahre 1982 von Mark Cale gegründet und ist besonders bekannt für seine Veröffentlichungen für die Heimcomputer Commodore 64 und Amiga. 2006 hat das Unternehmen die Markenrechte und den Spielekatalog von Epyx erworben.

## Veröffentlichte Spiele (Auswahl)
- Bangkok Knights
- Colony 7[3]
- Constructor
- Constructor: Street Wars
- Constructor Plus
- Ferrari Challenge: Trofeo Pirelli
- International Karate
- International Karate Plus
- Last Ninja 2
- Last Ninja 3
- Myth: History in the Making
- Putty
- Silent Bomber
- Super Fruit Fall
- Supercar Challenge
- The Last Ninja
- Turbo Charge
- Tusker
- Vendetta
- World Karate Championship